# Apples (filme)
Apples (em grego: Μήλα, romaniz.: Mila) é um filme de drama grego de 2020, dirigido e produzido por Christos Nikou. É estrelado por Aris Servetalis, Sofia Georgovasili, Anna Kalaitzidou e Argiris Bakirtzis. 
Teve sua estreia mundial no Festival de Cinema de Veneza de 2020.  Foi lançado nos cinemas da Grécia em 19 de novembro de 2020, pela Feelgood Entertainment. O filme foi selecionado como representante grego para o Oscar de melhor filme internacional no Oscar 2021, mas não foi nomeado.

## Elenco
- Aris Servetalis como Aris
- Sofia Georgovassili como Anna
- Anna Kalaitzidou
- Argyris Bakirtzis
- Kostas Laskos

## Recepção
No Rotten Tomatoes, o filme tem 98% de aprovação, com base em 44 críticas, com uma média ponderada de 7,3/10. O consenso dos críticos do site diz: "Apples exploram a identidade humana de uma perspectiva surreal e muitas vezes humorística, com resultados peculiares, porém instigantes". No Metacritic, o filme tem uma classificação de 79 em 100, com base em 17 avaliações, indicando "críticas geralmente favoráveis".